# ジャパネットホールディングス
株式会社ジャパネットホールディングスは、長崎県佐世保市に本社を置く、通信販売大手のジャパネットたかたなどを傘下に置くジャパネット・グループのグループ統括を行う持株会社。
グループのビジョン・ステートメントは、『「今を生きる楽しさ」を!』（2015年〈平成27年〉1月16日 - ）。

## 概要
2007年（平成19年）6月27日に、ジャパネットたかたの株式移転により誕生した企業で、多くの企業の持株会社化の際に行われている「新設子会社への事業移転」ではなく、新規の持株会社を設立→株式移転の形で行われた。
元々はジャパネットたかたと通信販売事業に関連した会社を傘下に置くのみであったが、2015年に創業者の髙田明から髙田旭人への代表者交代以降、経営戦略やグループ各社の事業戦略の構築を担っている。また、2017年のサッカークラブ・V・ファーレン長崎の子会社化を契機に長崎県に根ざした経営の多角化を進めており、バスケットボールクラブ・長崎ヴェルカの設立やV・ファーレン、ヴェルカの拠点となる複合型施設「長崎スタジアムシティ」の企画運営など、経営領域は多岐に亘っている。
ジャパネットたかたがグループ統括を行っていた時代から引き続いて、ジャパネットホールディングスを含めたグループ全社が株式非上場である。これについて代表の高田旭人は2017年の日本経済新聞へのインタビューで「利益はあくまで結果であり利益を目的として行動する考えはない」という創業者の高田明の意思を引き継いでいることを明らかにした上で、「一時的にお金がかかっても、お客さんにとってベストなことをやろうと決めるには上場はできない」「株主への配当などが先に立って、長期的な視点で経営することが難しくなる」「（長崎という地域との）家族的な関係性を大事にできなくなったら、ジャパネットではなくなる」として、今後も非上場を貫く方針を述べている。
企業活動の拠点として、佐世保市の本社の他、実質的なグループ統括部署を東京都港区三田の住友不動産麻布十番ビルに構えていたが、2020年以降、「JAPANET＠FUKUOKAプロジェクト」と題して、人事・経理をはじめとするホールディングス機能の主要部門を福岡県福岡市中央区天神の天神ビジネスセンターに移転している。

## グループ会社
株式会社ジャパネットたかた
1986年（昭和61年）1月16日設立。通信販売事業の中核を担う。日本通信販売協会の正会員社。
株式会社ジャパネットサービスイノベーション
2018年（平成30年）1月9日「設立」。サービス系商材事業、具体的にはウォーターサーバーのサービスなどの水事業、これまでジャパネットホールディングスが担当してきた各種決済サービス、クルーズなど旅行商品の企画・運営を柱にしている。水事業は、富士山麓で採水した天然水の製造販売やウォーターサーバーのサービスなどを営むコウノウォーターを2018年（平成30年）1月に買収、商号を現社名に変更し、グループで製販一体とした。ウォーターサーバーのメンテナンスはジャパネットロジスティクスサービスのエアコン設置部隊を活用している。旅行商品について、ジャパネットホールディングスが第一種旅行業を取得して旅行内容を独自企画できる体制としたが、コウノウォーターの買収を機に、旅行商品などサービス商材事業も当社へ集約された。また、2019年（平成31年）1月から展開を開始したクレジットカード「ジャパネットカード」では企画を担当している。日本宅配水&サーバー協会の正会員。日本旅行業協会の正会員。
株式会社ジャパネットコミュニケーションズ
2010年（平成22年）9月16日設立。コールセンター業務を手掛ける。修理などのアフターサービスを一手に引き受けていた2014年（平成26年）11月7日設立のジャパネットサービスパートナーズを2019年（令和元年）6月1日に合併した。
株式会社ジャパネットロジスティクスサービス
2016年（平成28年）1月4日設立。大型商品の配送・設置部門を担うジャパネットフィールドサポートに、物流部門を担う2014年（平成26年）11月7日設立のジャパネットロジスティクスを2018年（平成30年）1月1日付で合併させ、現社名に商号変更した。これにより、発送から設置まで一貫して対応できるとしている。
株式会社ジャパネットメディアクリエーション
2015年（平成27年）1月1日設立。グループの広告代理店（ハウス・エージェンシー）。2019年（令和元年）11月29日にBS放送に係る衛星基幹放送業務の認定を受けている。エスプリングアジャンスを2015年（平成27年）1月1日付で譲受、商号を現社名に変更した。
株式会社V・ファーレン長崎
2006年（平成18年）6月20日設立。ジャパネットホールディングスは、2009年（平成21年）よりメイン・スポンサーとしてプロサッカークラブのV・ファーレン長崎を支援していたが、運営会社である株式会社V・ファーレン長崎の経営不振を受け、2017年（平成29年）5月16日に全株式を取得した。日本プロサッカーリーグの正会員。
株式会社リージョナルクリエーション長崎
2019年（令和元年）6月1日「設立」。通信販売事業に加えて、スポーツ・地域創生事業をジャパネット・グループのもう一つの事業の柱として進めるべく設立。「長崎スタジアムシティ」の戦略、企画および運営等を手がける。
2022年（令和4年）4月1日付で、プロサッカークラブの主催試合・稲佐山公園の運営・スタジアムシティの商業施設・ホテルなどの運営業務の請負・人材派遣・スタッフ教育などを担当していた株式会社ジャパネットリージョナルスタッフィング（2020年（令和2年）6月1日設立）を吸収合併。
株式会社ジャパネットコミュニケーションデザイン
2020年（令和2年）3月2日設立。ジャパネットメディアクリエーションから広告制作、イベント企画機能を分離独立。設立当初は、番組制作、BS放送開局に向けた準備も担当した。全日本テレビ番組製作社連盟の正会員社。
株式会社長崎ヴェルカ
2020年（令和2年）9月1日にBリーグ参入準備株式会社として設立。同年11月11日に現社名に変更。
株式会社ジャパネットブロードキャスティング
2020年（令和2年）12月1日設立。ジャパネットコミュニケーションデザインから番組制作業務を分離、BS放送開局に向けた準備など放送事業も担当する。2022年（令和4年）3月27日から「BSJapanext」のチャンネル名で放送開始。2023年からは「BEAST Japanext（現・BEAST X）」のチーム名で麻雀のプロリーグであるMリーグに参入。2024年（令和6年）6月1日、東北新社からスターチャンネルの運営会社を買収し、8月に吸収合併を実施。2025年1月10日より両方のチャンネルの総称を「BS10（ビーエステン）」に変更。
Japanet America Inc.（ジャパネットアメリカ）
2023年5月8日設立。アメリカ国内における日本周遊クルーズツアー販売及び長崎スタジアムシティのプロモーションを行う企業。
株式会社ゆこゆこ
2000年1月設立。温泉地に特化した宿泊予約サイト「ゆこゆこネット」、温泉旅行メディア「YUKOTABI」による広告販売事業、コンタクトセンター事業を展開。2024年7月1日付けでジャパネットホールディングスが設立した新設子会社が吸収分割の手法で事業を譲受し、グループ入り。

## 関連会社等
- スターフライヤー - 物販・旅行事業に於ける連携強化等を目的に2022年（令和4年）8月26日に資本・業務提携[48]。ANAホールディングスに次ぐ第2位の株主。
- シント＝トロイデンVV - 欧州とJリーグ両方のクラブ経営に携わることで相乗効果等を目的に2025年（令和7年）7月22日に資本・業務提携[49]。DMMグループに次ぐ第2位の株主。